# Summer Night (musikalbum)
Summer Night är ett musikalbum från 2001 med jazzpianisten Elise Einarsdotter och sångerskan Lena Willemark.

## Låtlista
1. Summer Night (Harry Warren/Al Dubin) – 4:06
2. Waking Love (Elise Einarsdotter/Ono No Komachi) – 6:29
3. I Know a Lovely Rose (trad) – 3:33
4. In the Air (Olle Steinholtz) – 2:23
5. If Only I had Known I was Dreaming (Elise Einarsdotter/Ono No Komachi) – 5:02
6. In and Out (Elise Einarsdotter) – 3:43
7. Blame it on My Youth (Oscar Levant/Edward Heyman) – 4:57
8. It Never Entered My Mind (Richard Rodgers/Lorenz Hart) – 5:39
9. I Remember Clifford (Benny Golson) – 5:20
10. Malariazz (Olle Steinholtz) – 2:18
11. On Earth (Elise Einarsdotter/Forugh Farrokhzad) – 5:34
12. Tones for Joan's Bones (Chick Corea) – 3:38
13. Someday My Prince Will Come (Frank Churchill/Larry Morey) – 6:06
14. Solar (Miles Davis) – 2:04
15. Skylark (Hoagy Carmichael/Johnny Mercer) – 5:28
16. To My Friend (Vanja Steinholtz) – 3:15

## Medverkande
- Lena Willemark – sång
- Elise Einarsdotter – piano
- Olle Steinholtz – bas